# Cristóbal Suárez de Figueroa
Cristóbal Suárez de Figueroa (Valladolid, 1571-Italia, hacia 1644) fue un escritor y enciclopedista español del Siglo de Oro. Su nombre aparece citado como uno de los referentes en el Diccionario de autoridades.

## Trayectoria
Suárez de Figueroa era hijo de un modesto abogado gallego, emigrado a la ciudad castellana. Celoso por las atenciones de sus padres a un hermano suyo, enfermo, decidió a los 17 años marcharse a Italia; en 1588 viajó a través de Barcelona y Génova hasta Lombardía. De allí fue a estudiar derecho civil y canónico a Bolonia y concluyó en Pavía, donde se doctoró en derecho (1594).
En 1595 fue nombrado fiscal de Martesana, al noroeste de Milán; desde 1600 ejerció su profesión de jurista en Nápoles y escribió ya algunas obras, entre ellas un perdido Espejo de juventud. Regresó a España en 1604 cuando se enteró de los fallecimientos de su padre y su hermano, a fin de hacerse cargo de la herencia. Una vez en Valladolid, apuñaló en una pendencia a un caballero y tuvo que viajar por varios lugares del sur de España para refugiarse de la justicia, hasta que el herido sanó y pudo arreglarse el asunto.
En Granada se enamoró de una dama que murió de repente y quedó muy afectado y conmocionado. Estuvo después en Córdoba, Sevilla o en Puerto de Santa María y retornó a su ciudad natal por poco tiempo. 
En 1606 se desplaza ya a Madrid para buscar un hueco en las letras y entre 1609 y 1620 escribe, compila y traduce distintas obras. Su fama se difunde con sus trabajos, aunque sus contemporáneos le tachan de maldiciente, algo que debe destacarse habida cuenta de lo mucho que lo eran los escritores de entonces. 
Desde principios del siglo XVII, firma como Cristóbal Suárez de Figueroa, quizá para relacionarse con la Casa de Feria, lo que cuadraría con su personalidad orgullosa. Por lo demás, Juan Andrés Hurtado de Mendoza, quinto marqués de Cañete, fue mecenas del escritor durante varios años y el autor escribió sobre su familia Hechos de don García Hurtado de Mendoça, Marqués de Cañete (Madrid: Imprenta Real, 1616), texto importante además por las informaciones que aporta sobre los descubrimientos geográficos de archipiélagos en el océano Pacífico.
Alguna vez se ha especulado que Suárez podría ser quien se escondía tras el nombre de Alonso Fernández de Avellaneda, autor del Quijote de Avellaneda, publicado en 1614. Pero hoy no se acepta generalizadamente esa hipótesis como aclaración posible, dado que el léxico de Figueroa es potente y claro, lo contrario que el de Avellaneda, y se manejan otras especulaciones al respecto, asimismo dudosas.
En 1623 volvió a Italia en compañía del Duque de Alba. Fue auditor en Lecce (1629 a 1632), sufrió una persecución inquisitorial y murió en fecha no precisada en tierras italianas. Las noticias de Cristóbal Suárez de Figueroa se pierden mucho antes de 1644. La fecha de su muerte no es posterior a ese año, como se pretende, argumentando que se publicó en Nápoles una “quinta impresión” de su España defendida; pues sucede que el “44” que aparece en portada está estampado sobre un “36” original, de modo que Figueroa pudo fallecer antes de 1644.

## Obra
Gran lector y excelente conocedor de la lengua, Suárez de Figueroa tuvo un amplio saber en mitología, historia y también en diferentes oficios y disciplinas, científicas o no. Su mayor ambición fue alcanzar el prestigio de los mejores preceptistas de su tiempo, con quienes compartía una concepción aristotélica de la literatura que asimiló en Italia y fue plasmando en algunos de sus libros. Estas ideas le hicieron seguramente detestar a Lope de Vega y por ello se le ha atribuido la coautoría con Pedro de Torres Rámila de la Spongia (1617), el principal libelo publicado contra el Fénix de los ingenios. 

### Traducciones
Hizo importantes traducciones: del italiano, una parte de la muy popular tragicomedia pastoril El pastor fido, de Battista Guarini (1602 y 1609). Del portugués vertió una obra histórica, Historia y anal relación de las cosas que hicieron los padres de la Compañía de Jesús por las partes de Oriente y otras, del jesuita Fernâo Guerreiro (1614). 
Pero el trabajo más señalado fue su colaboración en un éxito editorial europeo del siglo XVII, que había sido publicado en italiano y luego en latín. Efectivamente, con su Plaza universal de todas ciencias y artes hizo la versión, en 1615, del famoso libro enciclopédico sobre diversas materias, ciencias y profesiones u oficios que publicó 30 años antes Tomaso Garzoni —con el título La piazza universale di tutte le professioni del mondo— y que hizo que se convirtiera en uno de los autores italianos del siglo XVI más traducidos en el extranjero.
Pero Suárez de Figueroa no sólo hizo una versión brillante, y llena de lenguaje técnico a veces innovador, sino que modificó agudamente ese texto. Adaptó, a su tiempo y país, los datos de Garzoni, cortó a menudo el original y lo amplió también en algunas partes. Esta extensa y significativa Plaza universal suya fue reeditada en el siglo XVII, y además en la centuria ilustrada apareció reordenada y aumentada, con el título levemente cambiado. Es una fuente de información sobre el estado de diversas disciplinas en el momento inicial de la revolución científica. El oscurecimiento de este libro en los siglos XIX y XX, no ha impedido que hoy se le conozca bien, pues los estudios sobre la evolución del enciclopedismo se han revelado indispensables para analizar a fondo el entorno cultural de muchas obras maestras.

### El escritor
Resulta curiosa la novela pastoril La constante Amarilis (Valencia, 1609), que apareció en edición bilingüe en Lyon cinco años después y fue reimpreso en Madrid por Antonio de Sancha, en 1781. El texto contiene reminiscencias de Ovidio. Existen dos emisiones de la obra; una dedicada a don Pedro Fernández de Castro, conde de Lemos, y otra, idéntica, dedicada a don Vincencio Guerrero, gentilhombre del duque de Mantua (tal vez por no haber sido recibido por el primero, pues quería formar parte del séquito que le acompañaría, ya virrey, a Nápoles). Incluye prosas y versos, y los personajes son máscaras que encubren a personas verdaderas: Menandro es Juan Andrés Hurtado de Mendoza, y Amarilis es María de Córdoba. El autor es el pastor Damón. Es sin duda su obra literariamente más ambiciosa, aunque no la más original (copia textos de la Arcadia de Jacopo Sannazaro, el Aminta de Torquato Tasso traducido por Juan de Jáuregui, El pastor fido de Battista Guarini que él mismo había traducido, algunos sonetos de Luis Carrillo y Sotomayor y la Epístola a una despedida de Luigi Tansillo en traducción de Diego Hurtado de Mendoza, además de recurrir como fuente constante a las Metamorfosis y otras obras de Ovidio) y fue reimpresa, a causa de su limpio lenguaje, modelo para el Neoclasicismo, en el último cuarto del siglo XVIII.
El poema heroico España defendida, de 1612, sobre la hazaña de Roncesvalles y tres libros de tema misceláneo, constituyen lo más personal de su autor. Destaca, sobre todos los demás, El pasajero (Madrid, 1617), donde Suárez de Figueroa da inestimables informaciones sobre las costumbres de la España de su tiempo. Esta obra maestra, escrita en diálogos, narra el viaje de un maestro en Artes y Teología (seguramente su amigo Pedro de Torres Rámila), un militar, un orífice y un doctor (que debe representar al propio Figueroa) entre Madrid y Barcelona, camino de Italia. Dialogan sobre las comedias y los comediantes, la vida estudiantil en la Universidad de Alcalá, las mujeres, el gobierno, la sociedad de entonces, las profesiones u oficios, etc. Hay burlas, como era habitual en su tiempo, contra muchos ingenios de la época: Lope de Vega, Quevedo, Juan de Arguijo, Juan Ruiz de Alarcón y Cervantes, a quien sin embargo alabó en la Plaza universal. 
Las otras dos misceláneas son menos conocidas: Varias noticias importantes a la humana comunicación (1621) y Pusilipo. Ratos de conversación en los que dura el paseo (1629); en esta última obra elogia a Luis de Góngora, pese a ser Suárez un destacado anticulterano. 
En cuanto a su biografía Hechos de don García Hurtado de Mendoça, Marqués de Cañete (Madrid: Imprenta Real, 1616), la obra se divide en siete libros. Los tres primeros describen los hechos y campañas del protagonista en Chile y los restantes narran su gobierno en Perú, la rebelión de Quito y los descubrimientos geográficos en el Pacífico: las islas Salomón (1568) y las islas Marquesas y los dos viajes de Álvaro Mendaña y su piloto Pedro Fernández Quirós en busca del continente austral en que descubrió estos archipiélagos, así como las correrías de los piratas Richard Hawkins, su pariente Francis Drake y Thomas Cavendish, cuyas relaciones contiene. En todos estos respectos es fuente principal.
Se han perdido sus obras Espejo de juventud, L'Aurora, Residencia de talentos, Desvaríos de las edades y Olvidos de príncipes.